# Gaston Lenôtre
Pour les articles homonymes, voir Lenôtre (homonymie).
Ne doit pas être confondu avec André Le Nôtre.
Gaston Lenôtre, né le 28 mai 1920 à Saint-Nicolas-du-Bosc-l'Abbé (Eure) et mort le 8 janvier 2009 à Sennely (Loiret) , est un pâtissier français, chef d'entreprise et auteur de plusieurs livres de cuisine. Professionnels et médias ont salué en lui l'un des grands innovateurs dans l'art de la pâtisserie. Son École Lenôtre, à Plaisir (Yvelines), près de Paris, a formé à la pâtisserie et à la confiserie plusieurs générations de pâtissiers et de cuisiniers. Son neveu, Patrick Lenôtre, est également un pâtissier et chef cuisinier reconnu.

## Biographie
Gaston Lenôtre est né au hameau de la Houllière dans l'ancienne commune de Saint-Nicolas-du-Bosc-l'Abbé le 28 mai 1920. Lui et son frère Marcel étaient les fils de Gaston Lenôtre, chef saucier au Grand Hôtel de Paris, et de son épouse, Éléonore, une des premières chefs-cuisinières françaises qui travaillait pour la famille du baron Pereire et du baron de Rothschild et dans ses résidences de Paris et de Bordeaux,,.
En 1947, il s'installe au 8, rue Gambetta à Pont-Audemer comme pâtissier. En 1957, il vend son affaire et ouvre, toujours comme pâtissier, une boutique rue d'Auteuil, à Paris. Bientôt, il devient le fournisseur, entre autres, des familles Dassault, Hersant et Lagardère. À cette activité, il joint celle de traiteur au début des années 1960,.
En 1968, il installe son laboratoire à Plaisir, où il ouvre l'École Lenôtre en 1971 qui sera transférée à Rungis en 2021, où chaque année se perfectionnent 3 000 maîtres pâtissiers et maîtres cuisiniers[réf. nécessaire], parmi lesquels on trouve des noms aussi célèbres qu'Alain Ducasseet Pierre Hermé.
En 1975, il exporte son savoir-faire à Berlin où il a une filiale au KaDeWe ; il amorce un développement international qui comptera jusqu'à cinquante-deux adresses dans près de treize pays. Il ouvre des grands restaurants (le Pré Catelan en 1976, le Pavillon Élysée en 1985, le Restaurant panoramique du Stade de France), développe des boutiques (une trentaine de franchises à travers le monde), crée le Pavillon de France au Walt Disney World Resort (Orlando, Floride) avec Paul Bocuse et Roger Vergé en 1982.
Gaston Lenôtre est mort le 8 janvier 2009 dans sa maison de Sologne. Ses obsèques ont lieu le 12 janvier 2009, en l'église Notre-Dame-de-la-Couture à Bernay. Il repose depuis ce jour dans le caveau de famille au cimetière de la Couture,.

## Galerie de photographies
Certains des gâteaux créés ou popularisés par Lenôtre :

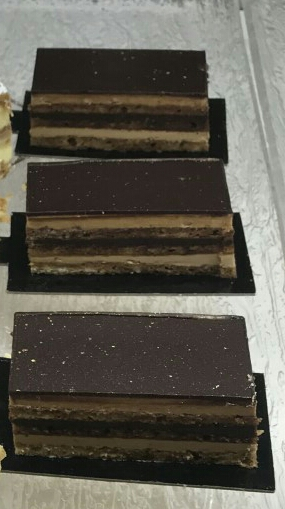
Opéra.
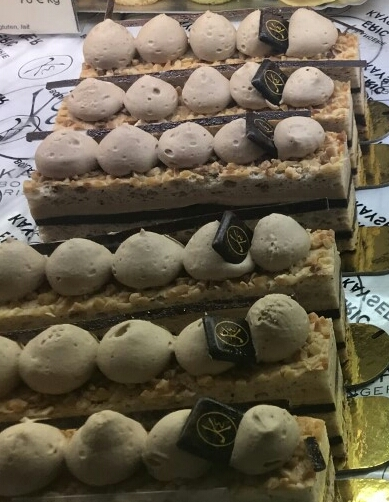
Succès.
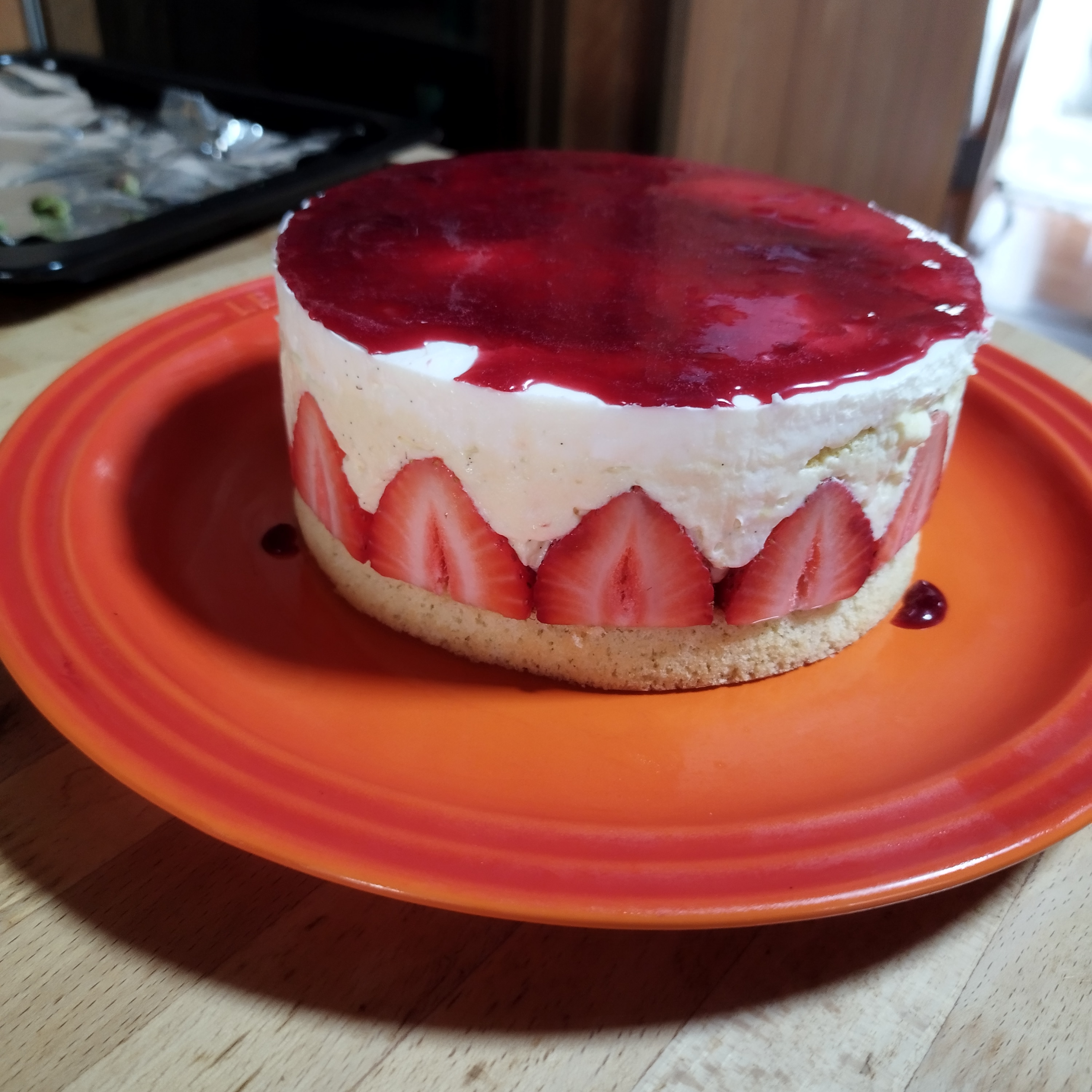
Fraisier.